# 戈登·拉姆齊餐廳
戈登·拉姆齊餐廳（Restaurant Gordon Ramsay），又稱Gordon Ramsay at Royal Hospital Road，是位於倫敦切爾西的戈登·拉姆齊擁有和經營的特色餐廳。該餐廳於1998年開業，是拉姆齊的第一家獨立餐廳。2001年獲得了三顆米其林星，並於2022年慶祝了連續21年獲得三顆星。 2013年3月，餐廳經過裝修後重新開放。

## 描述

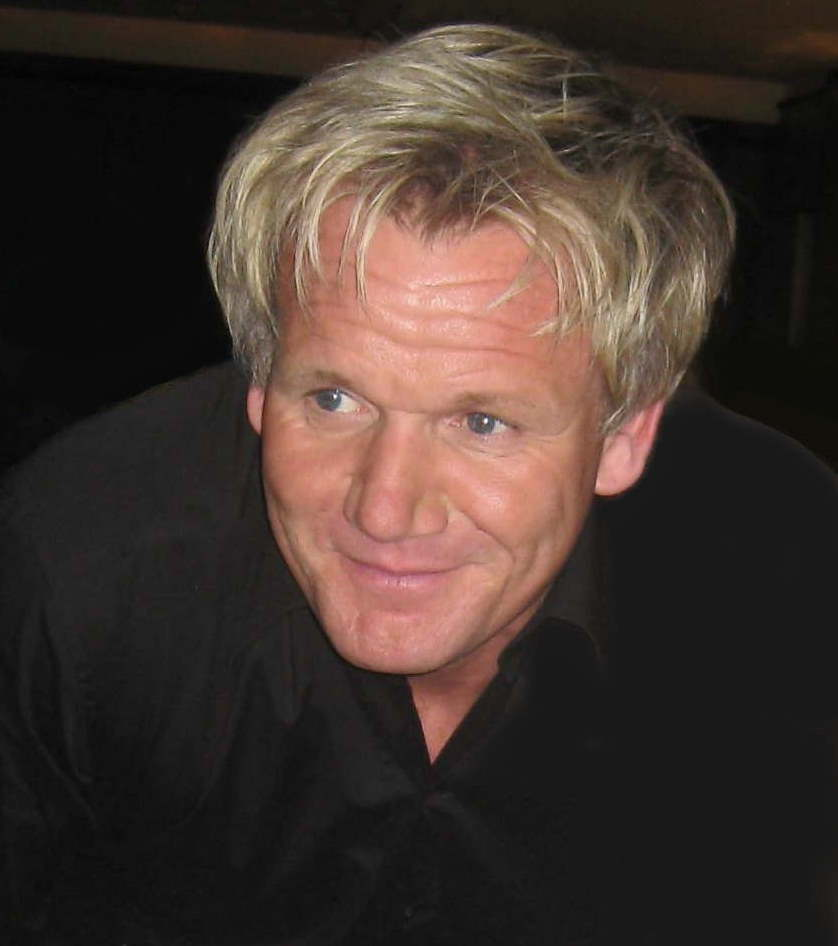
1998年，戈登·拉姆齊作為他的第一家獨立餐廳開設了戈登·拉姆齊餐廳。

戈登·拉姆齊餐廳於1998年開業，是戈登·拉姆齊的第一家獨立餐廳。 這個地點先前曾經是米其林星級餐廳La Tante Claire的所在地。
戈登·拉姆齊餐廳在2001年獲得了第三顆米其林星，使拉姆齊成為第一位獲此殊榮的蘇格蘭廚師。 2006年9月，餐廳完成了一項耗資150萬英鎊的翻新工程。 2020年，Matt Abé被任命為主廚兼餐廳負責人。
2022年11月，戈登·拉姆齊餐廳在周末被氣候危機行動抗議者佔領，這讓客人感到非常沮喪。

## 評價
2002年，《泰晤士報》的Giles Coren在餐廳戈登·拉姆齊午餐時進行了評論。他發現這頓餐點有好有壞，他說：“也許‘英國最好的餐廳’只會讓人失望。也許如果我想要魔術，我應該等待Paul Daniels開一家餐廳。” 然而，他給了9分的執行力、8分的服務，以及7分的“令人心花怒放的悸動感”。 2009年，《獨立報》的Terry Durack評論了這家餐廳，形容提供的食物是“經典烹飪，精緻、經過精心編輯並以口味為先”。 他總體給予戈登·拉姆齊餐廳16分（滿分20分）。
2009年，這家餐廳首次從《Restaurant》雜誌S.Pellegrino全球最佳50家餐廳名單中退出，未能進入前100名。 2011年版的《Harden's餐廳指南》將戈登·拉姆齊餐廳列為倫敦“最常被提及”的第17名，相較前一年的第9名有所下降。它還在“最令人失望的烹飪”類別中排名前兩名。

## 外部連結
- 官方网站